# 莉薇亞·古維諾爾
莉薇亞·瑪格麗塔·古維諾爾·卡梅洛（西班牙語：Livia Margarita Gouverneur Camero，1941年7月15日—1961年11月1日）是一名委內瑞拉學生，她在一次支持古巴革命、反對富爾亨西奧·巴蒂斯塔的盟友在委內瑞拉出現的抗議活動中被殺。她的死成為委內瑞拉社會正義的象徵。

## 生平
古維諾爾於1941年7月15日出生於聖奧古斯丁，是十一個孩子中的老大；她的父母是塞薩爾·古維諾爾（César Gouverneur）和蘿拉·卡梅洛（Lola Camero）。她在委內瑞拉中央大學修讀心理學。她是委內瑞拉共產黨的黨員。
1961年11月1日，古維諾爾參加了支持古巴革命的示威活動，反對富爾亨西奧·巴蒂斯塔的一些盟友在委內瑞拉的存在。抗議期間，幾名學生遭到巴蒂斯塔支持者的槍擊，包括古維諾爾在內的幾名學生被殺。當時有人聲稱她是在支持巴蒂斯塔的中心拉霍加雷納（La Hogareña）外被射殺的。

## 影響
委內瑞拉每年都會慶祝她的誕辰，她的一生在委內瑞拉已成為社會正義的標誌。2013年，卡拉卡斯的學生宿舍以她的名字命名。總統尼古拉斯·馬杜洛在2020年形容她為「人民的女英雄和烈士」。2022年，艾瑞瑪·馬拉維（Eirimar Malavé）在全國代表大會上談到她的死，演講的結尾是「委內瑞拉女性萬歲，莉薇亞·古維諾爾萬歲。」